# Gan (fiume)
Il Gan (cinese: 赣江; pinyin: Gan Jiang; romanizzazione Wade-Giles: Kan Chiang) è un fiume della Cina che scorre prevalentemente nello sheng (provincia) del Jiangxi. Il fiume Gan è uno dei principali affluenti meridionali del fiume Yangtze (Chang Jiang). I suoi rami sorgentizi hanno origine nella provincia del Guangdong, dove i monti Dayu dividono il Jiangxi sud-occidentale dal Guangdong. Questo torrente superiore è chiamato fiume Zhang. Un altro torrente, il fiume Gong, nasce sui monti Jiulian nell'estremità meridionale del Jiangxi. Questi due torrenti si riuniscono nei pressi della città di Ganzhou, e da qui il Gan scorre verso nord attraverso la provincia del Jiangxi fino al lago Poyang e, da qui, allo Yangtze. In epoca storica la valle del fiume costituì un'importante via che collegava Guangzhou (Canton) nel Guangdong alla valle dello Yangtze a nord. La lunghezza totale del Gan è di 815 km.
A valle di Ji'an, nel Jiangxi, il Gan è navigabile con piccoli vaporetti durante il periodo di piena estivo, ma in inverno questi battelli possono spingersi solamente fino a Zhangshu. A monte di Ji'an il fiume è ostruito da rapide, e per coprire i 150 km tra Ji'an e Ganzhou una giunca impiega circa nove giorni. Il fiume Zhang è navigabile con piccole imbarcazioni fino a Dayu, mentre il fiume Gong lo è fino a Huichang, da dove passi facilmente percorribili conducono nel Guangdong. Questa via tra Guangzhou e la valle dello Yangtze venne utilizzata fino al 1840, epoca nella quale tutte le attività commerciali con i Paesi stranieri erano concentrate a Guangzhou; i prodotti importati nella Cina centrale e i carichi di tè esportati da questa regione venivano trasportati con imbarcazioni attraverso questa via. Con la costruzione, nel 1937, della ferrovia principale che collega Guangzhou e Hankou nella provincia dello Hubei attraverso l'alternativa via occidentale attraverso la provincia dello Hunan, l'importanza del fiume Gan, tranne che per il trasporto locale, è andata declinando. Oltre ai torrenti che formano i suoi rami sorgentizi, il Gan possiede un importante affluente, il fiume Jin, che scorre verso est dal confine con lo Hunan, congiungendosi al corso principale a una certa distanza a monte di Nanchang. La valle del Jin costituisce la principale rotta est-ovest attraverso il nord del Jiangxi.